# 35-та загальновійськова армія (СРСР)
35-та загальновійськова Червонопрапорна армія (35 ЗА) — об'єднання Сухопутних військ Збройних сил СРСР чисельністю в армію, яке існувало у 1943—1992 роках.

## Історія
У 1943 році на базі Пензенського артилерійського училища було сформовано 29-й стрілецький корпус. Корпус увійшов до складу 13-ї армії Центрального фронту під командуванням Костянтина Рокоссовського.
15 липня, через 4 дні після завершення формування, корпус отримав бойове хрещення. 5 серпня звільняв місто Орел. В кінці вересня 1943 року частині корпусу досягли Дніпра, й 16 жовтня, після 6-денної підготовки форсували його на північ від міста Лоєва.
З 10 по 30 листопада 1943 року з'єднання та військові частини корпусу в рамках операції «Багратіон» по звільненню Білорусі вели бої на Рогачевському плацдармі, брали участь в розгромі Бобруйського угруповання. Починаючи з 5 серпня 1944 року за 36 днів боїв, пройшовши близько 550 км Білоруссю, корпус у другій половині серпня вийшов в Східну Польщу. Долаючи запеклий опір противника, воїни корпусу захопили важливий стратегічний плацдарм на західному березі річки Нарев у районі міста Ружани (південніше Остроленка), на якому вели кровопролитні бої з початку вересня 1944 року до початку загального наступу 14 січня 1945 року.
В ході Східно-Прусської наступальної операції дивізії корпусу пробилися до моря через 2 потужних оборонні рубежі й 3 укріпрайони: Млавський, Алленштейнський й Хейльсберзький. Беручи участь 13 — 29 березня в розгромі Хейльсберзького угруповання, своїми активними діями сприяли штурму міст-фортець Кенігсберг й Піллау. У квітні 1945 року частини корпусу форсували затоку Фрішес-Хафф й вели напружені бої із залишками військ противника на косі Фріше-Нерунг.
День Перемоги воїни корпусу зустріли на південний схід від Данцига. За мужність і героїзм, проявлені в роки Великої Вітчизняної війни, 48 воїнам корпусу присвоєно звання Героя Радянського Союзу. Троє з них: старший лейтенант І. Ладушкін, молодший лейтенант В. Ліваків і сержант Н. Носуля — навічно зараховані до списків об'єднання. У роки війни частини корпусу 6 раз відзначалися в наказах Верховного Головнокомандувача.
Після закінчення німецько-радянської війни корпус було передислоковано в Прибалтику, де увійшов до складу частин Прибалтійського військового округу (ПрибВО), а в червні 1945 року переданий до Кубанського військового округу. 15 червня 1946 року після розформування Кубанського військового округу, корпус передислокований до міста Краснодар Північно-Кавказького військового округу й перетворено на гірсько-піхотний корпус.
У квітні 1966 року у зв'язку із загостренням обстановки на далекосхідних межах управління 29-го стрілецького корпусу прибуло на нове місце постійної дислокації — у місто Білогірськ Амурської області. 22 лютого 1968 року за великі заслуги в справі захисту Батьківщини, успіхи в бойовій підготовці та у зв'язку з 50-річчям Радянської армії й Військово-морського флоту об'єднання нагороджено орденом Червоного Прапора.
25 червня 1969 року управління 29-го армійського стрілецького корпусу переформовано на польове управління 35-ї загальновійськової армії.
Після розпаду СРСР у 1992 році 35-ма загальновійськова армія Далекосхідного військового округу Радянської армії ввійшла до складу Збройних сил РФ.

## Структура

### 1988 рік
У складі армії управління, частини армійського підпорядкування, 5 дивізій та 1 укріпрайон (до 2009 року):
- Управління командувача, штаб (місто Білогірськ);

З'єднання і частини армійського підпорядкування
- 786-та рота охорони і забезпечення штабу армії;
- 165-та гарматна артилерійська бригада (село Нікольське);
- 153-та ракетна бригада (м Білогірськ);
- 71-ша зенітна ракетна бригада (село Середньобіле);
- 43-тя бригада матеріального забезпечення (село Томічи);
- 394-й окремий вертолітний полк (село Середньобіле);
- 156-й окремий радіотехнічний полк,
- 318-й окремий радіотехнічний полк ОСНАЗ (станція Льодяна):
- 49-й окремий танковий полк (м Білогірськ),
- 38-й реактивний артилерійський полк (с. Березовка);
- Розвідувальний артилерійський полк (с. Березовка);
- 161-й окремий полк зв'язку,
- 1719-й окремий радіорелейно-кабельний батальйон;
- 54-й окремий полк зв'язку (м Білогірськ);
- 178-ма окрема вертолітна ескадрилья (м Білогірськ);
- Понтонно-мостовий полк (Архара);
- 14-й окремий бронепоїзд БП-1 (смт Магдагачи);
- 15-й окремий бронепоїзд БП-1 (м Свободний);
- 16-й окремий бронепоїзд БП-1 (смт Архара);
- Окремий батальйон РЕБ (станція Льодяна);
- 1899-й окремий радіотехнічний батальйон (с. Паніно),
- 1283-й окремий інженерно-саперний батальйон (с. Березівка);
- 396-й окремий розвідувальний артилерійський дивізіон (с. Нікольське);
- 12-й укріплений район (м Благовіщенськ);
- 102-й окремий батальйон радіоелектронної боротьби (нс) (ст. Льодяна);
- Окрема ескадрилья БПСР (м Білогірськ);
- Окремий батальйон хімічного захисту (м Білогірськ);
- 827-ма окрема рота спецназу ГРУ (м Білогірськ);
- 6508-ма ремонтно-відновлювальна база (с. Возжаєвка);

Дивізії
- 21-ша гвардійська танкова Вітебська ордена Леніна Червонопрапорна ордена Суворова дивізія (м Білогірськ);
- 67-ма мотострілецька дивізія (м Сковородіно)[~ 1];
- 192-га мотострілецька дивізія (м Благовіщенськ, м Свободний, м Шимановськ)[~ 2] ;
- 265-та мотострілецька Виборзька дивізія (Білогірськ-15 (Возжаєвка))[~ 3];
- 266-та мотострілецька Артемівсько-Берлінська Червонопрапорна, ордена Суворова дивізія (м Райчихинськ)[~ 4]:

## Командування
- Зарудін Юрій Федорович, генерал-майор, з квітня 1970 генерал-лейтенант (червень 1969 — лютий 1973)
- Потапов Юрій Михайлович, генерал-лейтенант (лютий 1973 — грудень 1975)
- Дубінін В'ячеслав Васильович, генерал-майор, з лютого 1978 генерал-лейтенант (січень 1976—1979)[7]
- Морозов Іван Сергійович, генерал-майор, з листопада 1983 генерал-лейтенант (1982 — вересень 1984)
- Кузьмін Федір Михайлович, генерал-майор, з листопада 1985 генерал-лейтенант (вересень 1984 — лютий 1987)
- Топоров Володимир Михайлович, генерал-лейтенант (жовтень 1988 — серпень 1989)
- Висоцький Євген Васильович, генерал-лейтенант (серпень 1989 — вересень 1991)